# Crux (Linux-Distribution)
Crux (Eigenschreibweise: CRUX) ist eine x86-64 optimierte Linux-Distribution. Das primäre Ziel der Distribution ist es dem KISS-Prinzip zu folgen, was darin resultiert, dass eine Paketverwaltung auf Basis von gzip-komprimierten Paketen verwendet wird, BSD-ähnliche Dateien zur Konfiguration benutzt werden und eine relativ kleine Sammlung von vorgepackten Paketen existiert. Der sekundäre Fokus liegt auf der Nutzung von neuen Linux-Funktionen und aktuellen Bibliotheken.

## Philosophie
Laut eigenen Aussagen ist es nicht das Ziel, bekannt zu werden, sondern so viele Funktionen wie möglich in das System zu integrieren. Die Distribution ist an Anwender gerichtet, welche ein System ohne Kompromisse nutzen möchten. Im Großen und Ganzen verfolgt die Distribution folgende Punkte:
- KISS-Prinzip (Keep it simple, stupid.) folgen, sowohl im System selbst als auch bei der Entwicklung
- Installation von quellbasierten Paketen mithilfe des Port-Systems
- Einfachheit vor Automatisierung
- Native Konfiguration vor Konfiguration über Abstraktionsschichten
- Keine unnötigen Dokumentationen und Dateien (dazu zählt auch Internationalisierung, eine Applikation unterstützt nur die Sprache, in der sie geschrieben ist)
- Aktuelle Funktionen und Pakete, allerdings nicht die neuesten
- System auf einfachem Wege erweitern können
- Aktive Gemeinschaft außerhalb des Hauptentwicklungsteams

## Versionstabelle
| 0.5 | Januar 2001        | erste veröffentlichte Version      |
| 1.0 | Dezember 2002      |                                    |
| 1.1 | März 2003          |                                    |
| 1.2 | August 2003        |                                    |
| 1.3 | Dezember 2003      |                                    |
| 1.3.1 | Februar 2004       |                                    |
| 2.0 | März 2004          |                                    |
| 2.1 | April 2005         |                                    |
| 2.2 | April 2006         |                                    |
| 2.3 | März 2007          |                                    |
| 2.4 | Dezember 2007      |                                    |
| 2.5 | Dezember 2008      |                                    |
| 2.6 | 9. September 2009  |                                    |
| 2.7 | Oktober 2010       |                                    |
| 2.7.1 | 25. November 2011  |                                    |
| 2.8 | 24. Oktober 2012   |                                    |
| 3.0 | 18. Januar 2013    | erste offizielle Version für AMD64 |
| 3.1 | 16. Juli 2014      | ISO nur noch für AMD64             |
| 3.2 | 22. November 2015  |                                    |
| 3.3 | 11. Februar 2017   |                                    |
| 3.4 | 12. Mai 2018       |                                    |
| 3.5 | 11. Juni 2019      |                                    |
| 3.6 | 8. Dezember 2020   |                                    |
| 3.7 | 26. September 2022 |                                    |
| 3.8 | 21. April 2025     |                                    |
| Legende:Ältere Version; nicht mehr unterstütztÄltere Version; noch unterstütztAktuelle VersionZukünftige Version |                    |                                    |